# Karl Stammer

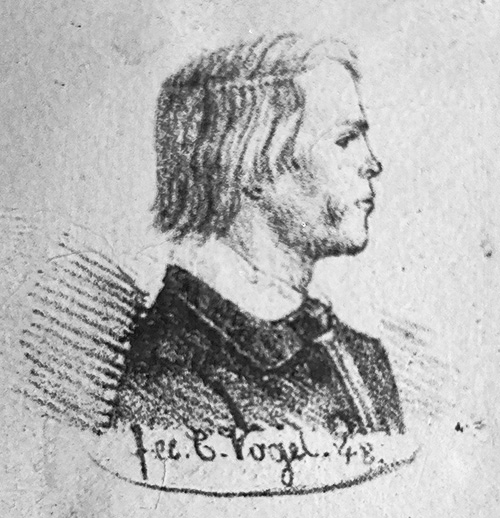
Silhouette von Karl Stammer, 1848

Karl Stammer (* 29. Februar 1828 in Luxemburg; † 25. Juli 1893 in Rolandseck) war ein aus dem Großherzogtum Luxemburg stammender Chemiker, der seit seinem Studium in Deutschland ansässig und tätig war.

## Leben

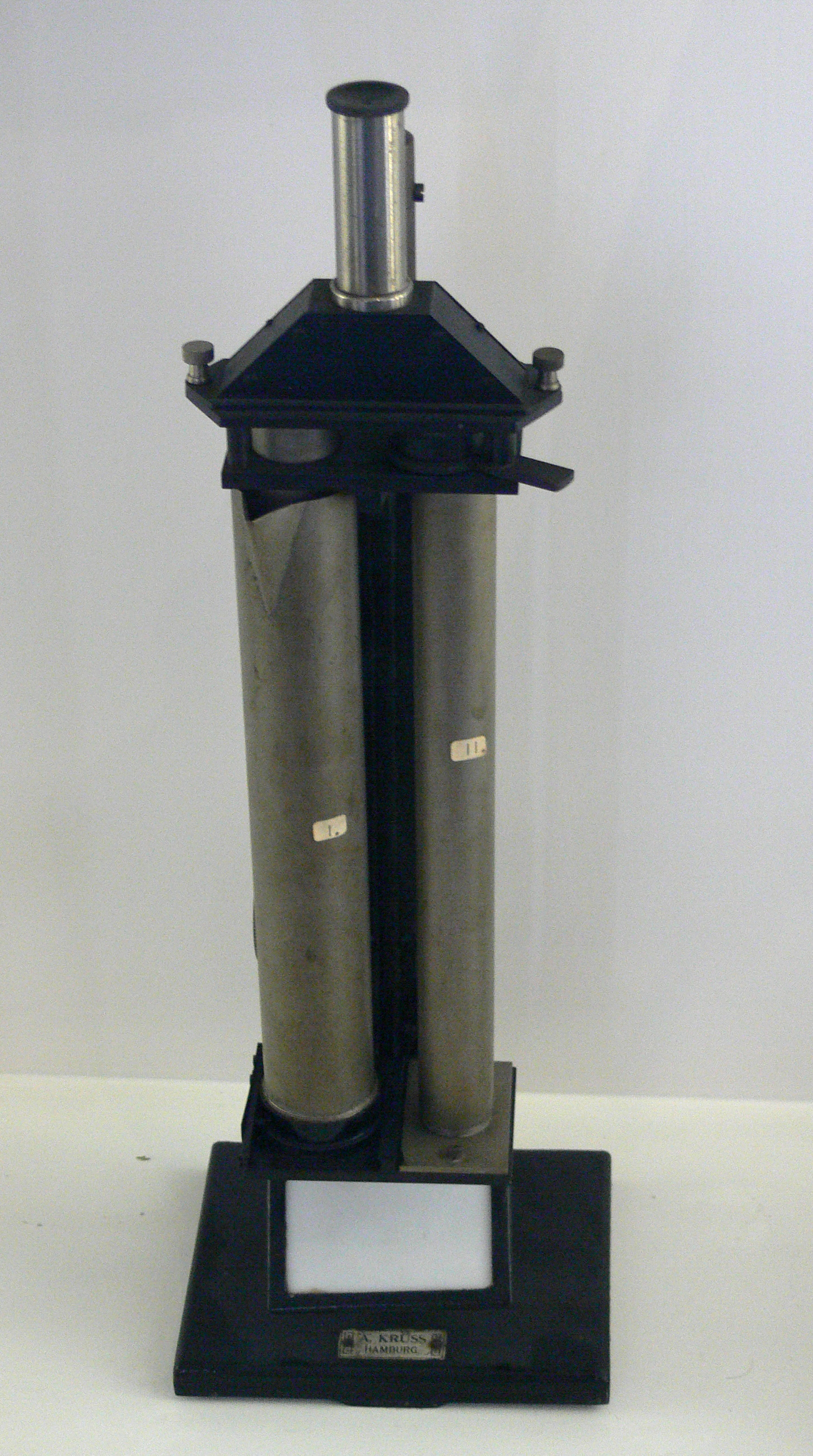
Apparatur zur Farbbestimmung von Rübenzucker (in Dünnsaft, Dicksaft, Füllmasse und Melasse) nach Dr. Stammer, 1887, Zucker-Museum Berlin

Karl Stammer war der Sohn von Heinrich Stammer (1785–1859), Professor am Athenäum Luxemburg. Karl Stammer studierte ab 1846 Naturwissenschaften an der Rheinischen Friedrich-Wilhelms-Universität Bonn, der Ludwigs-Universität Gießen und der Friedrich-Wilhelms-Universität Berlin. 1850 promovierte er in Berlin mit einer Dissertation über chemische Reduktion durch Kohlenoxidgas zum Dr. phil.
In Gießen, wo Stammer im Wintersemester 1848/49 eingeschrieben war, besuchte er Vorlesungen von Justus Liebig. Er ist einer der beiden Luxemburger Liebig-Schüler, der andere war der Apotheker und Gymnasialprofessor Jos Namur.
Ab 1857 war Stammer Lehrer an der Provinzial-Gewerbeschule in Münster. Später leitete er eine Zuckerfabrik in Koberwitz bei Breslau in Schlesien; es handelt sich wahrscheinlich um die Fabrik des Carl vom Rath († 1904).

## Werk
Stammer veröffentlichte zahlreiche Einzeluntersuchungen zu Themen wie Stickstoffbleioxid, Kalkgehalt von Knochenkohle, Leuchtkraft des Holzgases, Leuchtgas aus Torf, Chemie und Technologie des Zuckers. Er war Autor oder Mitautor einer Reihe von Monografien und Herausgeber von Zeitschriften zur Zuckerfabrikation, u. a.: Jahres-Bericht über die Untersuchungen und Fortschritte auf dem Gesammtgebiete der Zuckerfabrikation, Taschenkalender für Zuckerfabrikanten und Zeitschrift des Vereins für die Rübenzucker-Industrie des Deutschen Reichs.

## Schriften
- De oxidi carbonici vi reducendi. Schade, Berlin 1850. (Inaugural-Dissertation, 39 Seiten)[10]
- Leitfaden bei den praktischen Arbeiten im chemischen Laboratorium. Friedrich Vieweg & Sohn, Braunschweig 1854.
- Chemisches Laboratorium. Anleitung zum Selbstunterrichte in der Chemie. J. Ricker, Gießen 1856.
- Tabellen chemischer Schemata zum Gebrauch beim Unterricht der anorganischen Chemie in 43 Wandtafeln. Braunschweig 1857.
- Lehrbuch der Physik. 2 Bände, M. Schauenburg, Lahr 1858 und 1859.
- Traité complet théorique et pratique de la fabrication du sucre. Guide du fabricant. Lacroix, Paris 1871.
- Lehrbuch der Zuckerfabrikation. Vieweg, Braunschweig 1874.
- Wegweiser in der Branntweinbrennerei. Vieweg, Braunschweig 1876.
- Wegweiser in der Zuckerfabrikation vorzugsweise zum Gebrauch für Fabrikbeamte, Techniker, Siedemeister etc. Vieweg, Braunschweig 1876.
- Branntweinbrennerei und deren Nebenzweige. Ein Lehrbuch der Spiritus-, Branntwein-, Likör- und Presshefen-Fabrikation. Vieweg, Braunschweig 1876.
- Sammlung von chemischen Rechenaufgaben nebst Antworten und Auflösungen. 2 Bände, Braunschweig 1878.
- Traité complet théorique et pratique de la fabrication de la bière et du malt. Bruxelles 1879. (gemeinsam mit Jules Cartuyvels)
- Chemical Problems. (translated from the second German edition with explanations and answers by W. S. Hoskinson) P. Blakiston, Son & Co., Philadelphia 1885.
- Lehrbuch der Zuckerfabrikation. 2. Auflage, 2 Textbände und 1 Tafel-Band, Friedrich Vieweg, Braunschweig 1887.
- Der Dampf in der Zuckerfabrik. 2 Bände, Rathke, Magdeburg 1891 und 1894. (aus dem Nachlass hrsg.)